# IC 2441/2
IC 2441/2 је елиптична галаксија у сазвијежђу Рак која се налази на листи објеката дубоког неба у Индекс каталогу.
Деклинација објекта је + 22° 51' 6" а ректасцензија 9h 10m 2,8s. Привидна величина (магнитуда) објекта IC 2441 износи 14,2 а фотографска магнитуда 15,2. IC 24412 је још познат и под ознакама MCG 4-22-20, CGCG 121-30, VV 707, PGC 25844.